# Dies de glòria
Dies de glòria (títol original en francès: Indigènes) és una pel·lícula francesa del 2006 realitzada per Rachid Bouchareb. Aquesta pel·lícula ha estat doblada al català.

## Argument
El 1943, després del desembarcament dels americans a Algèria i al Marroc, es constitueix l'Exèrcit de l'Alliberament des de les colònies franceses de l'Àfrica del nord. La pel·lícula segueix el descobriment de la guerra i de l'Europa de quatre tiradors algerians, Abdelkader, Saïd, Messaoud i Yassir, amb les seves esperances i les seves desil·lusions.